# Palaia
Palaia – miejscowość i gmina we Włoszech, w regionie Toskania, w prowincji Piza.
Według danych na rok 2004 gminę zamieszkiwały 4522 osoby, 61,9 os./km².